# Gavarnie-Fälle

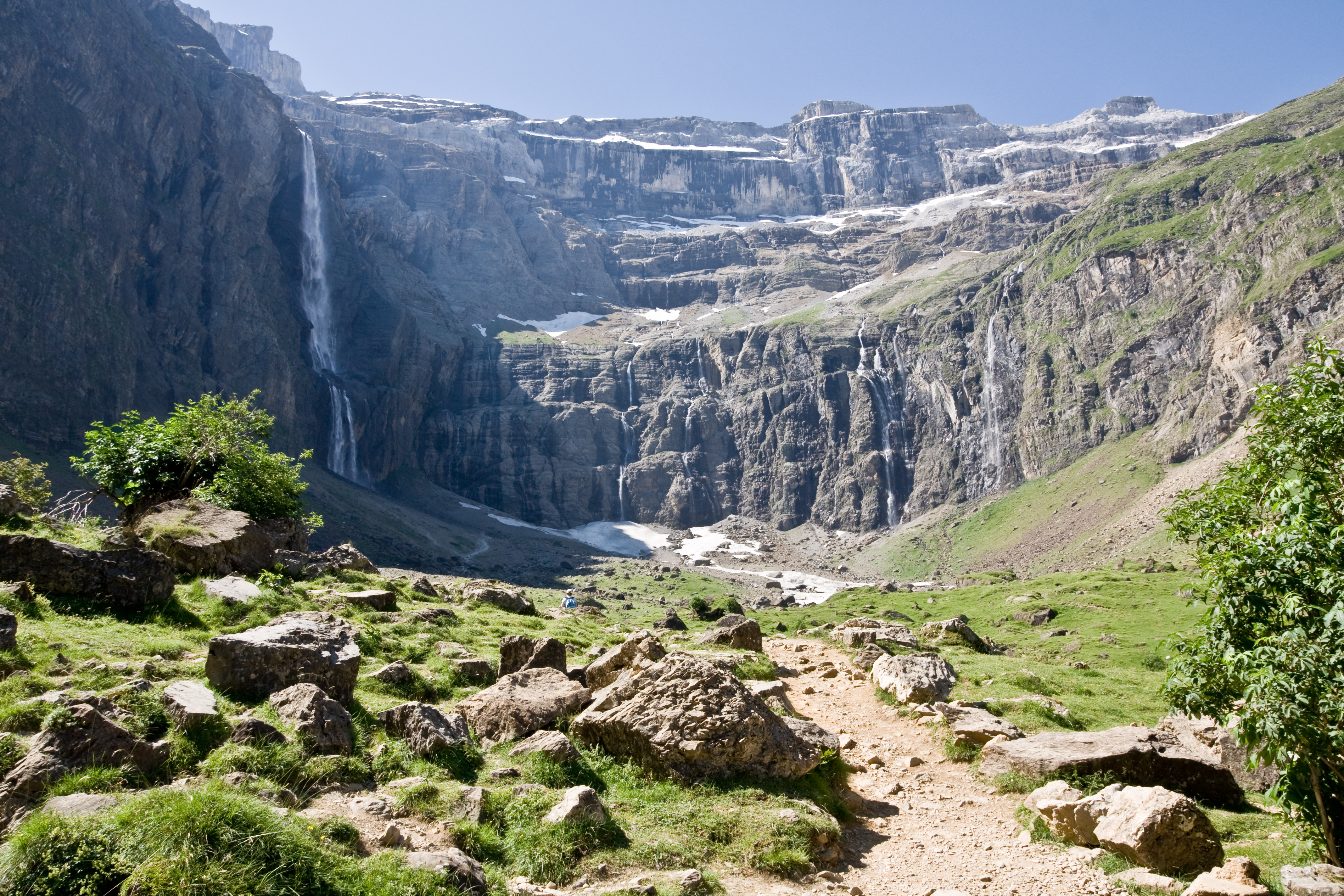
Wasserfälle im Felsenkessel Cirque de Gavarnie – Links die Grande Cascade

Die Gavarnie-Fälle (französisch Grande Cascade) befinden sich im Cirque de Gavarnie, im französischen Teil der Pyrenäen. Sie liegen im Nationalpark Pyrenäen (fr: Parc national des Pyrénées).
Die Grande Cascade fällt mit einer Gesamthöhe von 422 Metern in zwei bis drei Stufen in den Talgrund und ist der höchste Wasserfall Frankreichs. Der größte einzelne Fallabschnitt besitzt dabei eine Höhe von 281 Metern.
Der Wasserfall wird vom Gletscher Glacier de la Cascade, der sich in einem Kar in der Westflanke des Pic du Marboré befindet, gespeist. Besonders während der Schneeschmelze im Sommer fließen große Wassermengen. Die Grande Cascade liefert den ersten großen Zufluss des Gave de Pau, eines Quellflusses des Adour.